# Buggery Act 1533
Buggery Act,  formellt An Acte for the punishment of the vice of Buggerie (25 Hen. 8 c. 6) infördes i England 1533 under Henrik VIII:s styre, och var den första lagen mot homosexuella handlingar i landet. Den var också en av de första lagarna mot sodomi som antogs i något germanskt land. Alla germanska lagsamlingar hade till denna tid ignorerat sexuella handlingar utom äktenskapsbrott och våldtäkt. Buggery Act lotsades igenom parlamentet av Thomas Cromwell.  Lagen bestraffade  sodomi med man eller djur med hängning, ett straff som inte avskaffades förrän 1861.  Vissa har framfört tanken att zoofili omnämndes särskilt i lagen på grund av rädsla för hybridfödslar. 
Det framförs ibland att lagen infördes som en åtgärd mot prästerskapet, eftersom den antogs efter att Church of England skilts från Rom, men det verkar inte finnas några klara bevis för detta. Lagen själv säger bara att det inte fanns "tillräcklig och lämplig bestraffning" ("sufficient and condigne punyshment") för sådana handlingar. 
Den första personen som straffades för överträdelse av lagen, tillsammans med högförräderi, var Lord Hungerford of Heyetsbury, som avrättades i juli 1540, men det var troligen på grund av högförräderiet han blev avrättad. Nicholas Udall, en kyrkoman, dramatiker och rektor för Eton College, var den förste som åtalades för att ha brutit mot enbart sodomilagen i ett troligen politiskt motiverat åtal 1541. I hans fall omvandlades domen till fängelse, och han släpptes inom ett år.